# Karel Traxler
Karel Traxler (Vlachovo Březí, 1866 – Volyně, 1936) è stato uno scacchista e compositore di scacchi boemo (cecoslovacco dal 1918).
È noto soprattutto per la variante della difesa dei 2 cavalli che porta il suo nome, il contrattacco Traxler (1. e4 e5 2. Cf3 Cc6 3. Ac4 Cf6 4. Cg5 Ac5!?). Questa linea molto complicata, alternativa alla spinta 4 ...d5, è stata giocata per la prima volta nella partita Reinisch–Traxler, Hostoun 1890.
La teoria non ha dato un giudizio definitivo su questa variante, ma comunque non è stata trovata alcuna confutazione a questa mossa così audace. Il controgioco del nero, specialmente nella linea 5.Cxf7, è spesso molto forte e pericoloso.
Traxler era anche un compositore di problemi e di studi nello stile della Scuola boema di composizione.
Era un prete cattolico e raramente partecipava a tornei o altre competizioni di scacchi.